# Esarcato d'Africa

La massima espansione bizantina della provincia di Spagna. In verde scuro il territorio ancora bizantino alla morte di Leovigildo, mentre in verde più chiaro sono i territori riconquistati da Atanagildo e poi Leovigildo.

L'Esarcato d'Africa, o di Cartagine, fu una divisione amministrativa dell'Impero romano d'Oriente. Similmente all'Esarcato d'Italia questa magistratura deteneva sia il potere civile sia il potere militare.
Nel VII secolo i Bizantini non riuscirono a contenere l'espansione degli Arabi. Dapprima cadde in mano islamica la Siria, subito dopo l'Egitto. Più difficile, da parte degli Arabi, fu la conquista dell'Esarcato, dovuta all'ostinata resistenza di Bisanzio, ma soprattutto delle popolazioni autoctone. Ciononostante, l'Esarcato di Cartagine cadde solo nel 698.

## Antefatti alla fondazione
Quando salì al trono nel 527, a Costantinopoli, Giustiniano I, considerandosi l'erede di Augusto, sentì il compito di ricompattare e restaurare la potenza imperiale romana, in parte svanita, dato che i territori occidentali erano occupati dai barbari. Il suo disegno era di riportare le terre dell'ex-Impero romano d'Occidente sotto il suo scettro. La prima missione fu diretta verso il regno dei Vandali che comprendeva l'Africa settentrionale, la Sardegna e la Corsica.
Nel 534 il generale Belisario riconquistò l'Africa romana, ed il re Gelimero venne condotto come schiavo a Costantinopoli.
Intanto vennero riorganizzate l'amministrazione civile e militare del territorio riconquistato che solo in parte ricopriva i confini dell'antica diocesi romana. L'amministrazione civile fece capo ad un prefetto del pretorio, quella militare ad un magister militum, il quale aveva in subordine quattro duces in Africa ed uno in Sardegna. La separazione del potere civile da quello militare venne così mantenuta. Tuttavia, la necessità di dover difendere l'Africa dai Mauri fece sì che, già all'epoca di Giustiniano, le cariche di prefetto del pretorio d'Africa e di magister militum Africae in più occasioni furono ricoperte contemporaneamente dalla stessa persona, che diventava di fatto la massima autorità sia civile che militare della prefettura del pretorio d'Africa. Tuttavia l'unificazione dei due poteri non divenne permanente e non appena l'Africa fu pacificata le due cariche tornarono ad essere separate. Tra il 550 e il 560 circa, una spedizione imperiale riuscì a riconquistare la Spagna sudorientale, insinuandosi nelle contese dei Visigoti. Dopo la riconquista, l'Africa fu agitata da una serie di rivolte da parte delle tribù berbere (i Mauri), che furono represse dall'Impero.

## La nascita dell'esarcato
Nella seconda metà del VI secolo l'Impero romano d'Oriente si trovò impegnato in diversi teatri di guerra, così Maurizio (582-602), per rafforzare l'organizzazione militare, in Africa, come in Italia, instaurò il regime dell'Esarcato. L'esarca deteneva poteri sia civili che militari; venne dunque meno la tradizionale suddivisione delle competenze, tipica invece dell'Impero romano. Il prefetto del pretorio continuò comunque ad esistere come funzionario civile subordinato all'esarca. La capitale dell'Esarcato fu Cartagine, e la nuova formazione amministrativa comprendeva l'Africa settentrionale, la Sardegna, la Corsica, le Baleari e la Spagna meridionale. Stando alla Descriptio orbis romani di Giorgio Ciprio, redatta agli inizi del VII secolo, la Tripolitania fu sottratta alla giurisdizione dell'esarca e trasferita nella diocesi d'Egitto. Secondo Giorgio Ciprio, all'epoca l'Africa bizantina era suddivisa in sei eparchie: Byzacena, Carthago Proconsularis, Numidia, Mauritania I, Mauritania II, Sardinia (Sardegna). All'epoca probabilmente la provincia di Sardegna comprendeva anche la Corsica, mentre la Mauritania II comprendeva la fortezza di Septem in Mauritania Tingitana, la Spagna bizantina e le Isole Baleari.
In passato, studiosi come l'Ostrogorsky avevano supposto che la creazione dell'esarcato fosse una precisa riforma attribuibile all'imperatore Maurizio (582-602), volta ad arginare l'invasione longobarda: per l'Ostrogorsky, Maurizio, creando gli esarcati di Ravenna e Cartagine, cercò di rendere i residui territori in Occidente in grado di difendersi da sé senza dover dipendere da eventuali aiuti da Costantinopoli; per volere dell'Imperatore «l'amministrazione sia militare che politica fu affidata agli esarchi», inaugurando «il periodo della militarizzazione dell'amministrazione bizantina» e precorrendo «il sistema dei temi».
Più recentemente questa tesi storiografica è stata contestata: in particolare, si è rimarcato come l'istituzione degli esarcati fosse stato il risultato di un'evoluzione graduale durata decenni e non di una "riforma" ascrivibile alla volontà di un singolo imperatore. Secondo Ravegnani la presunta riforma degli esarcati, lungi dall'essere una vera e propria riforma, sarebbe consistita in un mero cambiamento di denominazione della massima autorità militare. Le autorità civili in effetti non scomparvero: l'epistolario di papa Gregorio I attesta ancora a fine VI secolo l'esistenza del Prefetto del pretorio d'Africa, nonché dei governatori provinciali (come il praeses di Sardegna). Essi di fatto erano subordinati all'autorità militare, «un fenomeno d'altronde già in atto durante l'epoca giustinianea e inevitabile conseguenza della preminenza delle necessità militari in una regione [...] soggetta a uno stato di guerra pressoché permanente». Furono quindi le necessità belliche, e non una precisa volontà imperiale (la presunta "riforma" degli esarcati), a far sì che le autorità militari si arrogassero competenze non proprie, esautorando le loro controparti civili.
Il primo esarca d'Africa (exarchus Africae) di cui si hanno notizie, Gennadio, viene menzionato per la prima volta in un'epistola di papa Gregorio I scritta nel 591. Va detto comunque che alcuni studiosi, come il Borri, hanno avanzato dubbi sull'effettiva esistenza di un esarcato d'Africa, in quanto l'esistenza di un esarca di Cartagine (Gennadio) viene attestata solo nelle epistole di Gregorio, mentre tutte le altre fonti primarie (compresa un'epigrafe) lo definiscono patricius o magister militum. Altri governatori definiti "esarchi d'Africa" dalle fonti moderne, come ad esempio Eraclio il Vecchio o Gregorio il Patrizio, non vengono mai definiti esarchi dalle fonti primarie, dove risultano invece avere il titolo di patricius, o magister militum (nelle fonti greche strategos). Non è quindi da escludere che Gregorio in quella lettera abbia usato un termine dalla valenza non ufficiale, forse diffuso tra il popolo, chiamando exarchus chi in realtà deteneva la carica di patricius o magister militum.

## Crollo dell'Esarcato

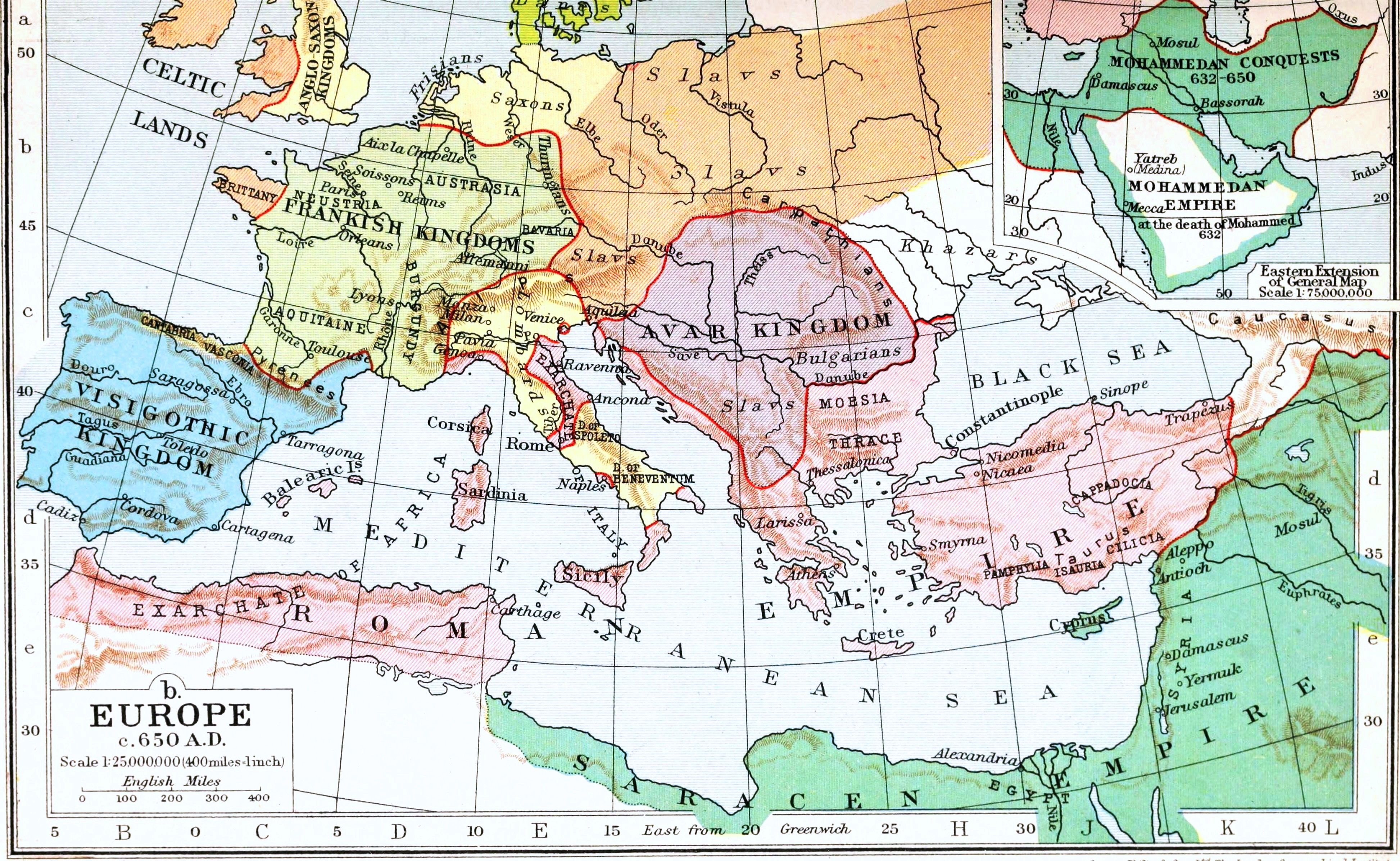
L'Europa intorno all'anno 650 d.C.

Tra la fine del VI secolo e l'inizio del VII secolo si ebbe una controffensiva in Spagna dei Visigoti, che portò all'espulsione degli imperiali dal territorio iberico intorno al 624. Nella stessa Africa, l'Esarcato subiva sovente incursioni dalle tribù berbere dell'interno.
Nel VII secolo i Bizantini non riuscirono a contenere l'espansione degli Arabi. Dapprima caddero in mano islamica la Siria, subito dopo anche l'Egitto. La perdita di queste regioni fu anche favorita dalle continue conflittualità religiose, infatti qui era prevalente la dottrina monofisita. L'arrivo massiccio in Africa di rifugiati monofisiti e melchiti provenienti da Siria, Palestina ed Egitto esacerbò le tensioni religiose a Cartagine. Nel 641 l'imperatore Costantino III, informato dal prefetto e dal vescovo di Cartagine dei sospetti su presunti tentativi di proselitismo messi in atto dai monofisiti in Africa, avviò una persecuzione dei monofisiti che subirono la confisca dei beni e la detenzione in monasteri cattolici. Nello stesso anno, tuttavia, Costantino III morì e i suoi successori, sostenendo la dottrina teologica eretica del monotelismo, si alienarono le élite africane. Nel novembre del 641 il prefetto di Cartagine, Giorgio, ricevette l'ordine di rilasciare i monofisiti detenuti in prigione e di interrompere ogni misura persecutoria ai loro danni; tuttavia il prefetto rifiutò di eseguire l'ordine e per tale motivo fu successivamente convocato a Costantinopoli per essere processato.
Nel frattempo gli Arabi intorno al 641-642 avevano completato la conquista dell'Egitto. Nel 642/643 le città di Oea e Sabratha, in Tripolitania, furono saccheggiate dagli Arabi di ʿAmr ibn al-ʿĀṣ. Nel 646, in seguito al fallimento del tentativo da parte del governo centrale di Costantinopoli di arrestare l'avanzata islamica, l'esarca d'Africa Gregorio il Patrizio si rivoltò al governo centrale separando l'Africa dal resto dell'Impero e autoproclamandosi imperatore. Secondo Charles Diehl costituiva «una grande tentazione per il potente governatore d'Africa secedere dal debole e remoto impero che sembrava non in grado di difendere i propri sudditi». I dissidi in materia religiosa, a cui si aggiunse la semiautonomia di lunga data dell'esarcato africano, favorirono l'usurpazione. Gregorio, in effetti, ottenne l'appoggio non solo delle tribù maure e dei provinciali ma anche dal clero cattolico ostile al monotelismo imposto dall'imperatore Costante II. Il cronista arabo al-Tabari afferma invece che la rivolta di Gregorio fu provocata dalla richiesta da parte di Costante di un tributo di 300 libbre d'oro. Nel 647 il governatore ribelle dovette fronteggiare l'invasione degli Arabi, i quali lo sconfissero e lo uccisero. Gli Arabi accettarono di ritirarsi in Cirenaica solo nel 648, dopo che l'esarcato d'Africa accettò di pagare loro un tributo annuale di 330 000 nomismata, pari a oltre due tonnellate d'oro.
I successivi governatori militari dell'Africa bizantina riconobbero l'autorità dell'imperatore ma governarono in regime di semiautonomia, senza subire interferenze dalla corte imperiale, appoggiati dai vescovi africani risolutamente Calcedoniani (cioè non eretici), che si opponevano al monotelismo favorito da Costante II. Successivamente la corte imperiale usò il clero calcedoniano dell'Africa come capro espiatorio per l'espansione islamica: uno dei principali oppositori al monotelismo, il monaco e teologo Massimo il Confessore, nel 655 fu processato e condannato con l'accusa, non provata, di aver agevolato l'espansione degli Arabi in Africa. Il malcontento delle popolazioni locali crebbe, a causa dell'aumentata pressione fiscale dovuta all'esigenza di pagare il tributo agli Arabi e le tasse al governo centrale, nonché per la ricostruzione e il mantenimento dell'esercito. In particolare le tribù berbere cominciarono a venir meno alla fedeltà all'Impero, e la maggior parte della Tunisia meridionale sembrerebbe essere diventata indipendente da Cartagine intorno alla metà del VII secolo.
La situazione rimase immutata fino al 663 allorquando Costante II trasferì la corte imperiale a Siracusa in Sicilia, molto più prossima all'Esarcato, e, stando alle fonti islamiche, pretese che le province africane pagassero al governo centrale una tassa pari al tributo pagato agli Arabi, ma la richiesta fu respinta dalle autorità locali. Secondo le spesso problematiche fonti islamiche, il malcontento per le tasse troppo elevate fu la causa di rivolte contro il governo centrale, che compromise ogni unità di intenti contro la comune minaccia islamica. Nel 665, approfittando di tale situazione, gli Arabi, governati all'epoca dal califfo Muʿāwiya ibn Abī Sufyān, invasero di nuovo l'Africa bizantina. Secondo Pringle l'incursione non intendeva conquistare l'Esarcato ma soltanto saccheggiarlo. Durante la spedizione araba, un esercito imperiale sotto il comando del patrizio Niceforo sbarcò nei pressi di Hadrumetum, non è chiaro se per sconfiggere gli invasori arabi o per reprimere una rivolta della popolazione provinciale. In ogni caso l'esercito imperiale, intimorito dall'avvicinarsi dell'esercito arabo, evitò la battaglia preferendo piuttosto reimbarcarsi e fuggire via mare. Gli Arabi fecero ritorno in Egitto nello stesso anno carichi di bottino.
Nel 669 gli Arabi, godendo dell'appoggio delle tribù berbere della Tripolitania, invasero di nuovo l'Esarcato, questa volta con il proposito di conquistarlo. Gli invasori occuparono la provincia di Byzacena e avanzarono fino all'odierna al-Qayrawan, città che fu costruita dagli Arabi stessi tra il 670 e il 675 e divenne la capitale della nuova provincia islamica di Africa (Ifriqiya). Una nuova invasione dell'Esarcato ebbe luogo intorno al 682 nella quale gli Arabi, dopo alcuni successi iniziali, subirono una grave sconfitta contro le tribù berbere alleate con Bisanzio, in seguito alla quale furono costretti a evacuare la capitale al-Qayrawan che fu occupata dai Mauri. Gli Arabi furono impossibilitati a reagire per il momento a causa di una nuova guerra civile scoppiata nel califfato, ma gli Imperiali non riuscirono ad approfittarne. L'esarcato d'Africa, che comprendeva ancora la Proconsolare, parte della Numidia e una serie di città costiere fino a Septem, era ormai in declino.
Già tra il 686 e il 688 gli Arabi invasero di nuovo l'Africa vendicandosi della recente disfatta con una vittoria sui Mauri e con la riconquista di al-Qayrawan. Nel 697 una nuova invasione degli Arabi riuscì addirittura a conquistare Cartagine. Secondo le fonti bizantine, nello stesso anno gli imperiali riuscirono a riconquistare Cartagine, che tuttavia cadde di nuovo in mano islamica nel 698, venendo rasa al suolo. La popolazione di Cartagine fuggì in Sicilia, Spagna e nelle isole del Mediterraneo occidentale. È possibile tuttavia che all'epoca la capitale dell'esarcato fosse stata trasferita a Cagliari in Sardegna o a Septem in Mauritania Tingitana, in quanto una lettera di Giustiniano II indirizzata a Papa Conone e datata febbraio 687 attesta che le armate d'Africa e di Sardegna avevano sede rispettivamente a Septem e a Cagliari; inoltre la zecca di Cartagine era già stata trasferita in Sardegna.
Agli inizi dell'VIII secolo i territori dell'esarcato d'Africa ancora in mano imperiale si erano ridotti a Sardegna, Corsica, Baleari e Septem, l'unica città dell'Africa rimasta in mano bizantina. Septem, la cui guarnigione era condotta da un certo Giuliano, resistette a un primo assalto arabo del 706, ma nel 711 cadde in mani islamiche.

## Elenco degli esarchi
| Esarca               | Prefetto del Pretorio                     | Inizio mandato | Fine mandato | Note |
| -------------------- | ----------------------------------------- | -------------- | ------------ | --- |
| Gennadio             | Giovanni Pantaleone (594) Innocente (600) | 591?           | 598?         | Esarca per attestato di papa Gregorio I (cfr. Diehl, p. 661). Tenne a bada le rivolte dei Mauri durante il suo mandato. |
| Eraclio il Vecchio   | ?                                         | 602?           | 610          | Esarca secondo Diehl, p. 661, e PLRE IIIb, ma le fonti primarie lo chiamano "strategos" e nessuna lo chiama "esarca". Padre dell'Imperatore Eraclio. |
| Cesario?             | ?                                         | 615?           | 615?         | Secondo una congettura di Diehl, p. 661, potrebbe essere stato esarca perché deteneva il rango di patrizio. Secondo invece PLRE IIIb, era invece un magister militum Spaniae. |
| Niceta?              | Gregorio (627)                            | 619?           | 629?         | Secondo Diehl, p. 661 e Pringle. Si tratterebbe di Niceta cugino dell'imperatore Eraclio. |
| Pietro?              | ?                                         | 633?           | 633?         | Secondo Diehl, p. 661 e Pringle. |
| Gregorio il Patrizio | Giorgio (641)                             | 645?           | 645?         | Secondo Diehl, p. 661 e PLRE IIIb. |
| Gennadio             | -                                         | 665?           | 665?         | L'elenco degli esarchi di Diehl termina dopo Gregorio il Patrizio ed è così anche per quello contenuto in PLRE IIIb e PBE I. Alcuni studiosi, come Treadgold e Pringle, p. 47, ritengono che il misterioso "Ḥubāḥiba" o "Jananah" menzionato in alcune tarde fonti islamiche si chiamasse in realtà Gennadio e lo identificano con l'esarca successore di Gregorio. L'effettiva storicità di Gennadio è stata messa in dubbio da Kaegi, p. 191. |
| Eleuterio            | -                                         | 665?           | 665?         | Secondo Pringle, p. 47, il misterioso "al-At'riyūn" menzionato in alcune fonti islamiche molto tarde si chiamerebbe invece Eleuterio e sarebbe da identificare con l'esarca successore di Gennadio. L'effettiva storicità di Eleuterio è stata messa in dubbio da Kaegi, p. 191. |